# مجلس الوزراء (الاتحاد السوفيتي)
مجلس وزراء اتحاد الجمهوريات الاشتراكية السوفيتية أز مجلس وزراء الاتحاد السوفيتي (الروسية: Сове́т мини́стров СССР، tr. Sovet Ministrov SSSR)، كان أعلى جهاز تنفيذي وإداري لسلطة الدولة في الاتحاد السوفيتي من عام 1946م حتى عام 1991م.
في عام 1946م، أعيد تنظيم مجلس مفوضي الشعب ليصبح مجلس الوزراء. وبناءً على ذلك، تم تغيير مسمى مفوضيات الشعب إلى وزارات. أصدر المجلس قرارات وتعليمات بناءً على القوانين النافذة ووفقاً لها، وكانت هذه القرارات ملزمة قانوناً في جميع جمهوريات الاتحاد. وكانت أهم القرارات تصدر بموجب قرارات مشتركة مع اللجنة المركزية للحزب الشيوعي السوفيتي التي كانت فعلياً أكثر قوة من مجلس الوزراء.
في عام 1991م تم حل مجلس الوزراء واستبداله بـ«مجلس وزراء» جديد تم تشكيله، والذي اختفى بدوره بعد بضعة أشهر فقط عند تفكك الاتحاد السوفيتي.
توالى على رئاسة مجلس الوزراء سبعة رؤساء بين عامي 1946م وأوائل 1991م، وكانوا عملياً بمثابة رؤساء وزراء الاتحاد السوفيتي. بعد إقالة نيكيتا خروتشوف من منصبي السكرتير العام للحزب الشيوعي ورئيس الوزراء، ليحل محله ليونيد بريجنيف وأليكسي كوسيچن على التوالي، أصدرت الجنة العامة المركزية قراراً يمنع الجمع بين منصبي السكرتير الأول للحزب ورئاسة الوزراء.
كانت هيئة رئاسة مجلس السوفييت الأعلى الجهاز الجماعي لاتخاذ القرارات الحكومية. وتكونت هذه الهيئة من رئيس مجلس الوزراء ونوابه الأول ونوابه العاديين والوزراء ورؤساء اللجان الحكومية ورؤساء مجالس وزراء الجمهوريات السوفيتية وأعضاء آخرين غير محددين.

## فهرس
- Churchward, L.G. (1975). Contemporary Soviet Government. تايلور وفرانسيس. ISBN:978-0-7100-8202-2. مؤرشف من الأصل في 2020-04-12.
- جيري إف. هوف؛ Fainsod, Merle (1979). How the Soviet Union is Governed. دار نشر جامعة هارفارد. ISBN:978-0-674-41030-5. مؤرشف من الأصل في 2020-04-12.
- Schapiro, Leonard (1977). The Government and Politics of the Soviet Union. تايلور وفرانسيس. ISBN:978-0-09-131721-8. مؤرشف من الأصل في 2020-04-12.

## وصلات خارجية
- Headquarters of the Council of Ministers — satellite photo